# Anne Bruun
Anne Bruun, född 1853, död 1934, var en dansk kvinnosakspolitiker, lärare och redaktör. 
Hon blev 1900 den första kvinnliga styrelseledamoten i Danmarks Lærerforening, och är känd för att driva frågan om manliga och kvinnliga lärares lika lön. Hon var medlem i Dansk Kvindesamfund, redaktör för dess tidning Kvinden og Samfundet och en av de som medverkade till att DK började driva frågan om kvinnors rösträtt. 